# Даун (округ)
Округ Даун (енгл. County Down, ир. Contae an Dúin) је један од 32 историјска округа на острву Ирској, смештен у његовом североисточном делу, у покрајини Алстер. Округ је данас део подручја Северне Ирске. Седиште округа је град Даунпатрик, док је највећи град Белфаст, главни град Северне Ирске (округу припада јужни део града).
Данас појам округа Даун има више историјско значење, а нема управни значај (као и других 5 округа у оквиру Северне Ирске), пошто је 1972. г. Северна Ирска добила нову подручну поделу на Савете.

## Положај и границе округа
Округ Даун се налази у североисточном делу ирског острва и југоисточном делу Северне Ирске и граничи се са:
- север: округ Антрим,
- исток: Ирско море,
- југ: Ирско море,
- југозапад: округ Лауд (Република Ирска),
- запад: округ Арма.

## Природни услови
Даун је по пространству један од средњих ирских округа - заузима 12. место међу 32 округа.
Рељеф: Већи део округа Даун је брежуљкасто подручје, 50-200 метара надморске висине. Ово је посебно особено за средишњи и западни део, док је источни део равничарски. На југу округа издиже се једина планина у овом делу државе, планина Мурн, висока 852 м.
Клима Клима у округу Даун је умерено континентална са изразитим утицајем Атлантика и Голфске струје. Стога град одликује блага и веома променљива клима.
Воде: Округ дугом обалом излази на Ирско море. Обала је веома разуђена, па постоји низ полуострва и залива. Највеће полуострво је Ердс, које је уједно и најисточнији део ирског острва. Оно је од остатка острва одвојено великим заливом Стренгфорд. Друго значајно полуострво је Лекејл. Најважнија река у округу је Леган, истовремено и северна граница округа. На крајњем западу округа је језеро Неј, највеће на ирском острву.

## Становништво
По подацима са Пописа 2011. године на подручју округа Даун живело је близу 500 хиљада становника. Ово је за 30% више него на Попису 1841. године, пре Ирске глади и великог исељавања Ираца у Америку. Међутим, последње три деценије број становника округа расте по стопи од приближно 1% годишње.
Етнички и верски састав - Становништво округа је подељено између већинских британских досељеника протестантске вероисповести (око 70%) и Ираца римокатоличке вероисповести (око 30%). Први преовлађују у северним деловима, док су други у већини у јужним деловима округа. Протестанти преовлађују и јужном делу Белфаста, који припада округу.
Густина насељености - Округ Даун има густину насељености од преко 200 ст./км², што је значајно више од просека Северне Ирске (преко 120 ст./км²). Северни део округа, део Белфаста и његовог приграђа, је много боље насељен него јужни део.
Језик: У целом округу се званично се користи енглески.